# Magyar Gárda
A Magyar Gárda Hagyományőrző és Kulturális Egyesület és az általa létrehozott Magyar Gárda Mozgalom a Jobbik Magyarországért Mozgalomhoz kapcsolódó szervezetek voltak. 2007. augusztus 25-én alakultak, a bíróság 2009. július 2-án oszlatta fel őket. 2009. július 25-én hasonló tagsággal, vezetéssel és célokkal megalakult az Új Magyar Gárda Mozgalom.

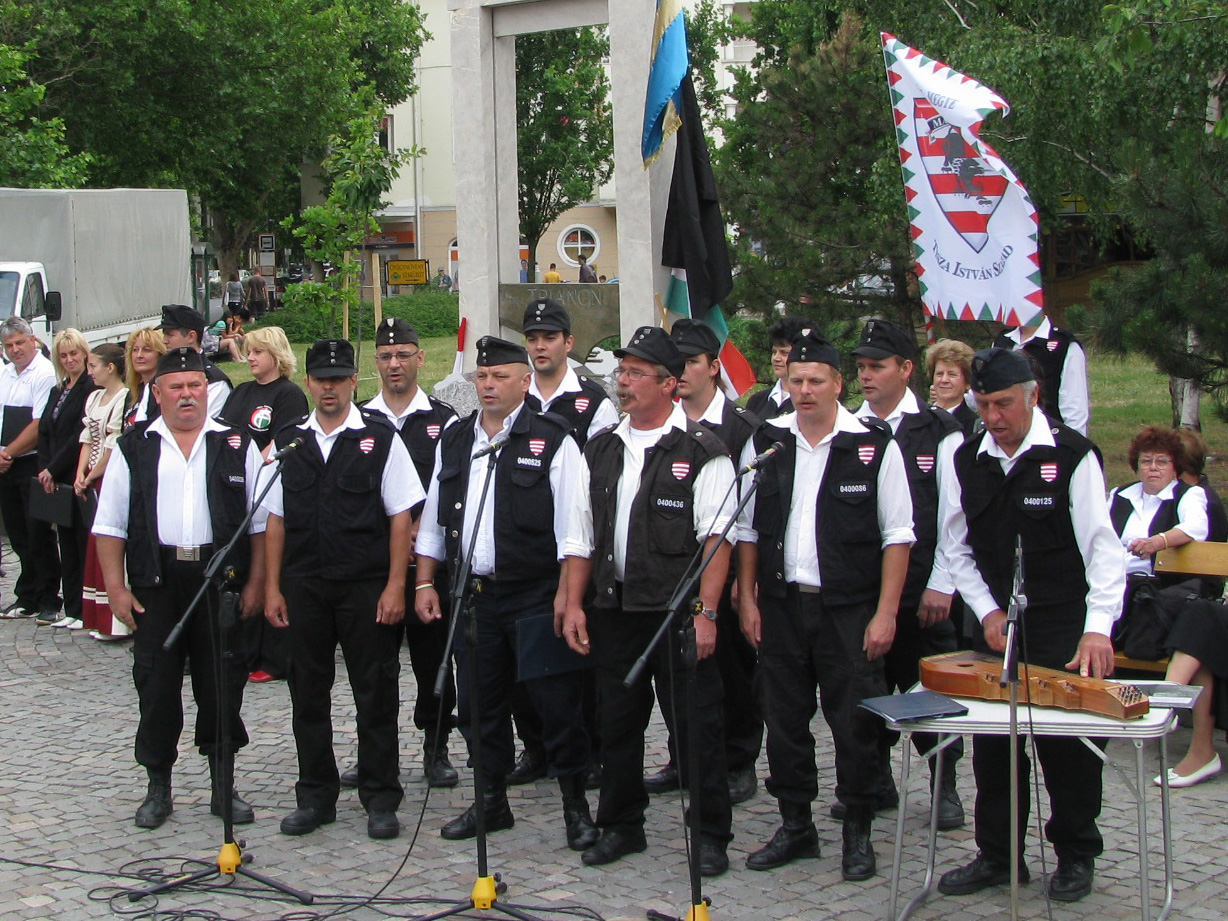
A Magyar Gárda tagjainak dalárdája (Békéscsaba, 2009)

A Magyar Gárda deklarált célja a magyarság fizikai, lelki és szellemi önvédelme. A bíróság azonban többek között megállapította, hogy az egyesület és a mozgalom tényleges tevékenysége nem volt összhangban a célkitűzéseikkel, éppen e tény volt feloszlatásuk egyik oka. Árpádsávos címerrel ellátott fekete-fehér egyenruhája és sokak szerint pártmilíciára emlékeztető jellege, illetve a magyarországi cigányokkal kapcsolatos megnyilvánulásai miatt heves vitákat váltott ki. Az egyesület elnöke Vona Gábor, a Jobbik egykori elnöke volt. A mozgalom megalakulása után nem sokkal két részre szakadt, a Jobbikhoz közelebb álló, jelentősebb létszámú csoport Kiss Róbertet, míg a magát Őrző Magyar Gárda Mozgalomnak (korábban Magyar Gárda Mozgalom Őrzők szárnyának, illetve Független Magyar Gárda Mozgalomnak) nevező csoport Lukács Krisztiánt tekinti főkapitánynak. A közvélemény és a média nagy része a Kiss Róbert vezette Mozgalmat tartotta „hivatalosnak”, míg a bírósági feloszlatás után alakult Új Magyar Gárda Mozgalom alatt már csak ők értendők.

## Megalapítása
2007 júniusában Vona Gábor, a Jobbik elnöke a párt támogatásával egyesületként alapította meg és jegyeztette be a Magyar Gárda Hagyományőrző és Kulturális Egyesület nevű szervezetet, mely alapító nyilatkozata szerint „része vagy gerince” kíván lenni a párt Bethlen Gábor programja szerint felállítandó nemzetőrségnek, és – szociális és karitatív missziók támogatása és szervezése, illetve a katasztrófaelhárítás és polgárvédelem mellett – a „nemzeti önvédelem erősítésében” és „rendvédelmi” feladatok ellátásában kíván aktívan részt venni. A gárda jelszavai: Hit, erő, akarat.
A Magyar Gárda Hagyományőrző és Kulturális Egyesület a Magyar Gárda Mozgalom megalapítására jött létre. Tagjai a Jobbikhoz és a Fideszhez kötődő személyek: Bencsik András, a Fidesz tagja és a Magyar Demokrata c. hetilap főszerkesztője (ő 2008 tavaszán távozott az egyesületből), Usztics Mátyás színész, Murányi Levente 56-os szabadságharcos, Pörzse Sándor újságíró, Schön Péter, Staudt Gábor, Szabó Gábor, Szegedi Csanád, Szilárd István és Vona Gábor elnök Az egyesület azonban alapítója szerint csak „eszmeileg fog őrködni a gárda felett”, amely önállóan, területi alapon szerveződik majd. A gárda tulajdonában nem lesznek lőfegyverek, ám azok használatáról való kiképzésre ösztönzik a tagokat.

### Katonai jelleg
A Magyar Gárda kezdettől fogva katonai jellegű külsőségeket hangsúlyoz, de alapszabálya szerint nem fegyveres testület, mivel a magyar alkotmány tiltja, hogy politikai célt szolgáló fegyveres szervezeteket hozzanak létre az egyesülési jog alapján. Ugyanakkor hangsúlyozott célja a Jobbik által szorgalmazott „Nemzetőrség” leendő bázisának megteremtése, mert úgy véli, háborús helyzet esetén – amit a Magyarországgal szomszédos, részben NATO-szövetséges egykori kisantant-államok (Szlovákia, Szerbia és Románia) Magyarország elleni támadásának veszélyeként írt le az egyesület elnöke – nincs, aki megvédené az országot. A megfogalmazott félelmekre válaszul Vona Gábor úgy fogalmazott, hogy „a Jobbik és a Magyar Gárda nacionalista, de nem soviniszta. És semmiképpen sem erőszakos.” A Gárda volt főkapitánya, Dósa István és tiszteletbeli főkapitánya, Usztics Mátyás is hangsúlyozta, hogy a Magyar Gárda a „szétvert hadsereg” helyét hivatott betölteni, és a „magyarokat terror alatt tartó” bűnözők ellen fellépni. Ők sem állítják azonban, hogy a Gárda képes megállítani egy támadást, hanem ahogy Usztics Mátyás fogalmazott „talán nem olyan sétagalopp az, amikor a hadsereg számíthat néhány száz, néhány ezer emberre, ha baj van”.
2007. december 20-án a Bombagyár.hu közösségi blogon bemutatták a Kárpátia együttes által írt és előadott Gárda-indulót.

### Egyenruha

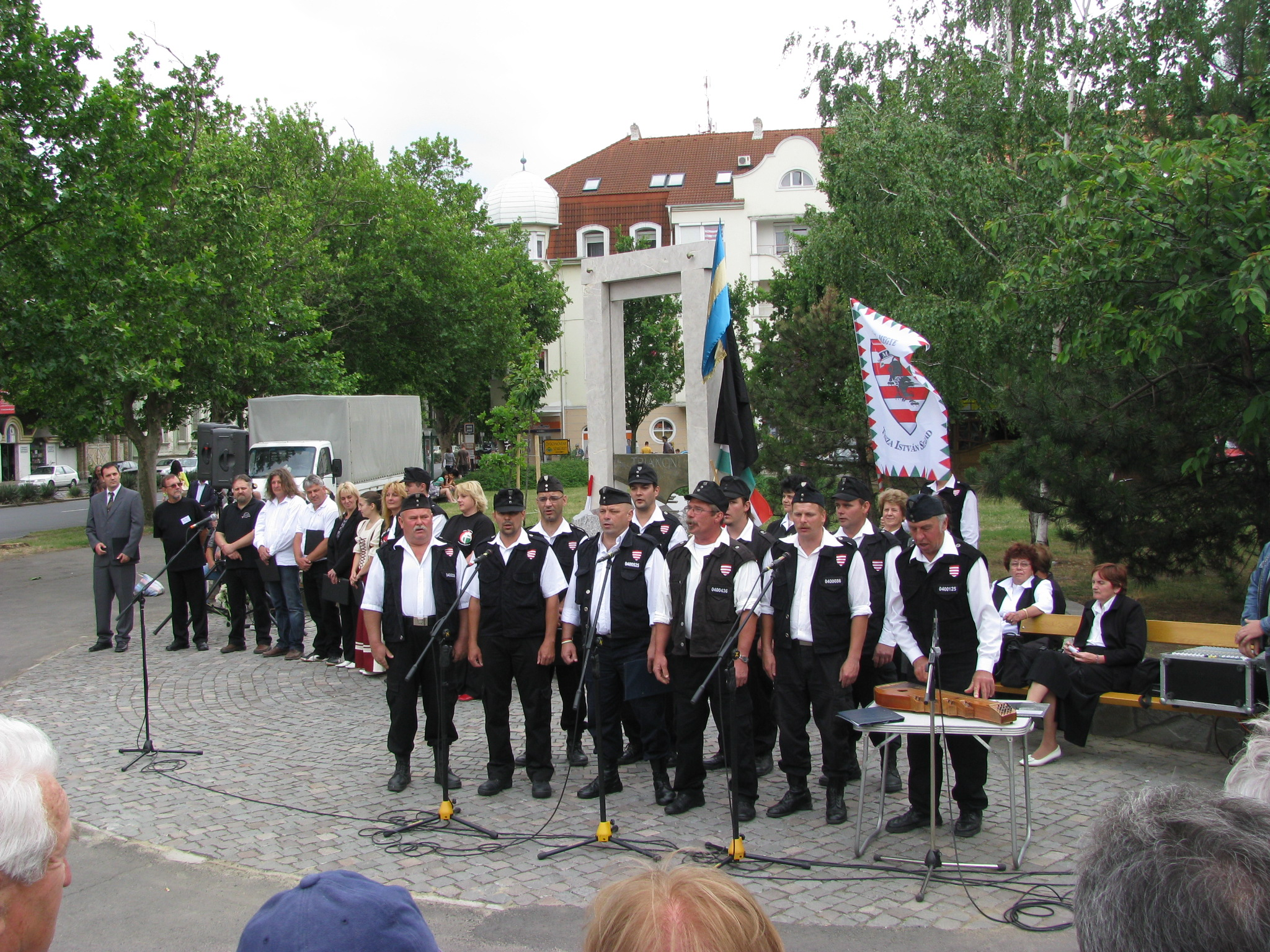
A Tisza István zászlóalj gárdistái Békéscsabán, a trianoni emléknapon 2009-ben

A Magyar Gárda egyenruháját Takács Zsuzsa iparművész tervezte. Ő szervezte meg a mellények, sapkák, kendők gyártását is. A fekete divatos szín, és a cél az volt, hogy az egyenruhát kedve legyen hordani egy mai fiatalnak.
Szerzői jog védelme alá helyezték a 18. századra kialakult magyar parasztöltözet karakteres darabjáról mintázott mellényt, amely az egyenruha legjellegzetesebb eleme, hátrészét egy stilizált, nyújtózkodó oroszlán díszíti. Az oroszlánt a Demokrata című folyóirat művészeti vezetője, Baranyai Jenő rajzolta meg.
Az egyenruha „összetartó” jellegét kihangsúlyozta, hogy 2009. július 11-én a Jobbik budapesti tüntetésén, a jogerősen feloszlatott, de ott „közfelkiáltással újjáalakult” Magyar Gárda Mozgalom szimpatizánsai és támogatói, egymás után felvették a mozgalomhoz tartozás jeleként az ezüst oroszlánnal díszített fekete mellényt.
2009. július 14-én Strasbourgban Szegedi Csanád, a Jobbik képviselője, az Európai Parlament alakuló plenáris ülésén a Magyar Gárda egyenruhájában vett részt.
Az egyenruha részei: fekete nadrág, bakancs, fehér ing, fekete mellény hátán oroszlán, elől Árpád-sávos pajzs, fekete simléderes „Bocskai” típusú sapka. Bár a szervezet vezetői szerint ez szegénylegény-viselet, a mozgalom ellenzői rámutattak arra, hogy a magyar parasztok sohasem jártak katonai nadrágban, surranóban és Árpád-sávos sildes sapkában.

### Jelképeik

#### Címerek

A gárdamellényen található árpádsávos címer

## Működése

### Szervezés
Nem sokkal megalakulása után, 2007 szeptemberében háromhetes országjáró körútba kezdett a Gárda, az ország nagyobb városaiban tartottak lakossági fórumokat. Ennek során számos helyen utasították vissza vagy mondták le a gárdisták szereplésére kiválasztott helyszíneket, mivel egyesek megfenyegették a helyszíneket biztosító bérbeadókat.

### Avatások

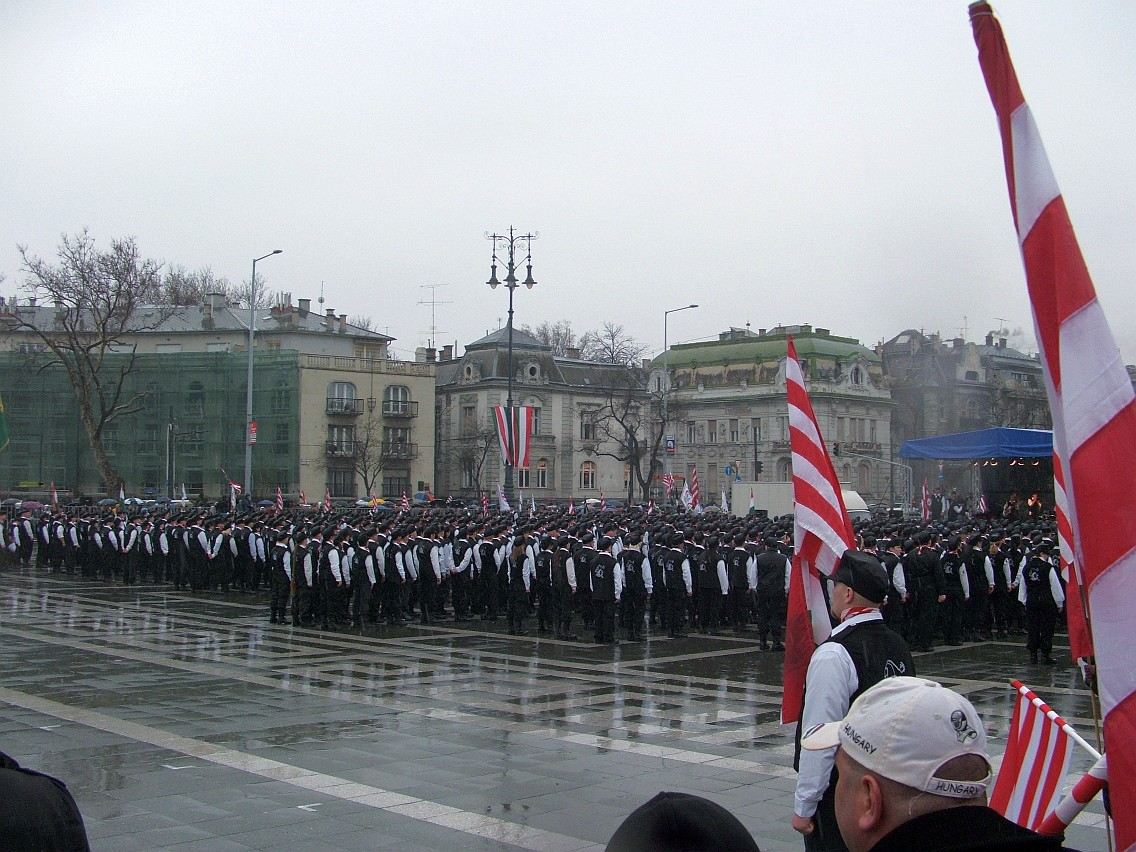
Gárdaavatás 2009. március 15-én

A gárda első 56 tagját 2007. augusztus 25-én avatták fel Für Lajos volt honvédelmi miniszter közreműködésével a budapesti Sándor-palota, a köztársasági elnök hivatala előtti téren. Az avatáson a Nemzeti Őrsereg nevű szervezet harminc tagja is részt vett, akik „bajtársi szövetségre” léptek a gárdával. Az avatást antifasiszta (Nagy Imre Társaság, Bibó István Közéleti Társaság), a baloldali (Magyar Antifasiszta Liga, Magyar Ellenállók és Antifasiszták Szövetsége) valamint cigány szervezetek 500-1000 fős tiltakozó demonstrációja kísérte, amelynek egyik szónokaként Tamás Gáspár Miklós kijelentette: a gárda „magyarellenes, emberellenes, nemzetellenes és hülye”. Ugyanezen a napon a budapesti Olimpiai parkban civil, antifasiszta és homoszexuális érdekvédő szervezetek tüntettek a Gárda megalakulása ellen, itt kb. 50 fő jelent meg.
A gárda feloszlatásáig összesen több ezer gárdistát avattak fel Budapesten, Székesfehérváron és más helyszíneken. Egyes alkalmakkor beszédet tartott Wittner Mária, Für Lajos, ifjabb Hegedűs Lóránt, Vona Gábor, Kis László, a Nemzeti Őrsereg főkapitánya, Porubszky István ("Potyka bácsi") és mások. A gárda 2008 őszi két részre szakadása után a két irányzat hasonló külsőségek között szervezett külön avatásokat. Az eseményeket alkalmanként tiltakozók zavarták meg.

### Avatások a feloszlatás után
Az Új Magyar Gárda első avatását Szentendrén, magánterületen tartotta 2009. augusztus 22-én, mivel a rendőrség a gárdát feloszlató Budapesti Ítélőtábla jóváhagyásával megtiltotta a Hősök terére tervezett rendezvényt. 620 gárdistát eskettek fel és felállították az első csendőrszakaszt is.
2009. szeptember 12-én Kerepesen Vona Gábor jelenlétében avatták fel a mozgalom 200 új gárdistáját és 30 csendőrét. Az ismét magánterületen tartott eskütételt a rendőrség nem akadályozta meg, bár jelentős erővel voltak jelen a helyszínen.

### Kadétok és oroszlánkölykök
A 14-18 év közöttiek neve kadét, míg a 14 év alattiak megnevezése oroszlánkölyök volt. Ők is a Magyar Gárda teljes jogú tagjai voltak, akiket feleskettek, ehhez azonban írásos szülői engedély volt szükséges.

### Hagyományőrzés
Az alapító okiratban megjelölt szervezeti célokkal összefüggő tevékenységet a Gárda eddig katonasírok gondozása és karitatív munka keretében végzett, mint például a szarvasi evangélikus temető egy része és az Árpád-emlékhely megtisztítása Zugló és Rákospalota határán. Emellett megtisztították a szeméttől a szegedi Tisza-partot, illetve rendbe tették Budapesten Endresz György magyar pilóta sírját. 2007. november 10-én több hagyományőrző szervezet mellett a Magyar Gárda is részt vett a pátyi Árpád-emlékoszlop avatásán. 2007. december 6-án a Gárda Hajdú-Bihar megyei szervezete Mikulás-napot tartott Hajdúszoboszlón, ahol rászoruló gyerekeknek (köztük több cigány származásúnak) osztottak ajándékokat.

### Egyéb tevékenységek
2008. július 7-én a békés megyei Szarvason bejelentette a Gárda, hogy „egészségügyi, közérzet- és közbiztonság-javító sétákra” indul éjjelenként, mert a közbiztonság drasztikusan megromlott a városban. Beszámolójuk szerint törvényes kereteket betartva igyekeznek majd a zavarosban halászókat elkapni.

### Felvonulások, tüntetések
2007. november 8-án a Magyar Gárda részt vett a szentesi Jobbik által Gyurcsány Ferenc látogatása alkalmából szervezett kormányellenes tüntetés biztosításában.
A szervezet egyenruhásai a Nemzeti Őrsereg tagjaival együtt 2007 decemberében Tatárszentgyörgyön a cigányok szegregációját követelve rendeztek felvonulást a „cigánybűnözés” ellen, a „Vidék Közbiztonságáért” címmel. Az erődemonstrációnak szánt megmozdulást jogvédők és a falu romáinak tiltakozó sétája, és a templomban a második világháború cigány és zsidó áldozataiért elmondott imája előzte meg. A gárdisták nem vonulhattak végig a cigányok lakta részen, ahogyan eredetileg tervezték, de megtarthatták a rendezvényt, amelyet megelőzően egy másik üggyel kapcsolatban a Jobbik alelnöke közleményben fejtegette a „cigánybűnözés” összefüggését a cigányok „vérfertőzés útján degenerálódó” rétegével. A Jobbik elnöke szerint a média kapcsolta össze a nyilatkozatot a tüntetéssel.
2008. április 12-én Nyírkátán tartott demonstrációt a szervezet, „a vidéki közrend és közbiztonság fenyegetett helyzetére” való tekintettel. Az apropót az szolgáltatta, hogy még április 8-án a Szabolcs-Szatmár-Bereg megye faluban egy autós elütött egy cigány kislányt, aki féktávolságon belül lépett a jármű elé. A lány súlyos sérüléseket szenvedett, és habár a gépkocsivezető nem volt hibás, az áldozat rokonai csoportosan rátámadtak, őt is kórházba kellett szállítani. Az eset kísértetiesen hasonlított az olaszliszkai lincselésre. Ezek miatt szervezett a Gárda, a Jobbik és a Nemzeti Őrsereg figyelemfelhívó demonstrációt a településre. A Jobbik Szabolcs megyei elnöke szerint a demonstrálók nagyjából 200-an lehettek, míg az ellentüntetők körülbelül 100-an. Az ellentüntetők közt feltűnt Kolompár Orbán és más cigány szervezetek képviselői is. Rendbontás nem történt, az esemény nyugodtan lezajlott.
2008. április 27-én ismét Szabolcs-Szatmár-Bereg megyében, ezúttal Vásárosnaményban rendezett tiltakozó nagygyűlést a cigánybűnözés ellen a helyi civilek kezdeményezésére a Gárda, a Nemzeti Őrsereg és a Jobbik. A kisvárosban még április 19-én történt egy brutális rablógyilkosság, két fiatal cigány elkövető meggyilkolt egy 69 éves férfit. Gyüre Csaba, a Jobbik Szabolcs-Szatmár-Bereg Megyei Szervezetének elnöke az MTI tudósítójának kérdésére azt mondta, hogy szerinte a tiltakozó akcióban az érdeklődőkkel együtt legalább ezren vettek részt, a párt tagjai és szimpatizánsai mellett sokan a helyi lakosok közül is. Hozzátette: a Magyar Gárda tagjai közül 122-en, míg a Nemzeti Őrseregtől 68 egyenruhás vonult végig Vásárosnamény főutcáján, a polgármesteri hivatalnál beszédek hangzottak el, majd a résztvevők elmentek ahhoz a házhoz is, ahol a gyilkosság történt. A demonstráció nyugodtan lezajlott, azt a rendőrség biztosította.
A fejér megyei Pátkán a helybeli magyar és cigány lakosság közti feszültség olyan magasra hágott, hogy 2008. június 3-ára virradóra három cigány család házára valakik gázolajjal töltött „Molotov-koktélt” dobtak. A cigányok állításaira támaszkodva a rendőrség őrizetbe is vett három polgárőrt a faluból, azonban a település lakosainak egyöntetű véleménye szerint nem ők voltak az elkövetők (bár később több média leközölt egy hírt, miszerint az egyik polgárőr beismerte tettét, ezt cáfolta a rendőrfőkapitány a térség fideszes képviselőjén keresztül), ezért falugyűlést szerveztek, majd a zömében cigányok által lakott utcába kívántak vonulni. Több cigány személy azonban ezt megakadályozta, vasvillával, egyéb támadóeszközökkel állta el a menet útját. Végül az indulatokat maguk a cigányok csillapították le, akik visszafogták hevesebb társaikat. Ezek után 2008. június 13-án a Polgári Összefogás Pátkáért nevű egyesület meghívta a Magyar Gárdát a faluba, ahol a helyi polgármester a fehér lakosság és Gárda segítségével egy „Alkotmányt” kívánt volna átadni. Dósa István itt kifejtette, hogy azért jöttek, hogy kifejezzék együttérzésüket a letartóztatottakkal. A gyűlésen felszólalt a falu katolikus plébánosa és a református lelkésze is. A cigányok azonban az alkotmánytervezetet sértőnek találták, így azt nem vették át. Az esemény erőszakos cselekmény nélkül ért véget, csupán egy vaklárma zavarta azt meg.
2009. március legelején a Jobbik és a Gárda Sarkadon közös demonstrációt tartott. A Jobbik megyei elnöke Samu Tamás Gergő bűnözőknek és tolvajoknak nevezte a cigány vezetőket, Kolompár Orbánt, Horváth Aladárt és Mohácsi Viktóriát, akiket szerinte a Magyar Gárdának kell fegyverrel eltávolítania.

### A Jobbik három alapítójának kilépése
2008. március 10-én kilépett a Jobbikból Kovács Dávid, a párt alapító elnöke, Nagy Ervin, a választmányi elnök és Fári Márton, a párt etikai bizottságának volt elnöke. Kilépésük okául a Magyar Gárdát jelölték meg, nyilatkozatuk szerint „a Jobbik szétválaszthatatlanul egybemosódott a Gárdával, felelősséget vállalva valamiért, amit hosszútávon valójában irányítani nem képes”.

### Szakadás
2008 őszére a Magyar Gárda Mozgalom egy része, élén a főkapitánnyal, fokozatosan szembefordult a Jobbikkal és az ahhoz közel álló Magyar Gárda Egyesülettel. Dósa István szerint a Jobbik csak a párt népszerűségét növelő eszközként tekintett a gárdára, és egyes gárdatagok zsidóellenes megnyilvánulásai kínossá váltak a számára. a 2008. szeptember 14-i kapitányi értekezleten megtörtént a kettészakadás egy „Jobbikos” és egy „Őrző” szárnyra. 2008. szeptember 21-én a Magyar Gárda Egyesület sajtóközleményt adott ki Dósa István lemondásáról. 28-án Budapesten a gárda kapitányi gyűlésén a jelenlevők Kiss Róbertet választották meg főkapitánynak, együttműködési megállapodást kötöttek az egyesülettel, valamint fegyelmi eljárás megindítását kezdeményezték Dósával szemben. Ugyanebben az időpontban Csóron is kapitányi gyűlést tartottak, ahol Dósát újraválasztották, és a másik gyűlést illegitimnek nyilvánították.
2008. november 23-án, a Magyar Gárda Mozgalom Kiss Róbert vezette szárnya és a Jobbik új együttműködési megállapodást kötött, amelyben kölcsönösen megerősítették egymás függetlenségét, és az eszmei, stratégiai partnerséget.
2009. július 26-án, az „Őrző” szárny kapitányi értekezletén döntés született arról, hogy az „Őrző Magyar Gárda Mozgalom” nevet veszik fel, és viseletükről törlik a mellény hátulján levő oroszlánt.

### Együttműködés hasonló szervezetekkel
2009. június 14-én Szegeden a Jobbik, a Magyar Gárda, a HVIM és egy frissiben alakult szervezet az ún. Betyársereg találkozott, ahol a jelenlevők leszögezték: „Összefognak és együttműködnek ezentúl a valódi nemzeti oldal képviselői.” Céljuk egyebek között a közeljövőben tartandó fővárosi melegfelvonulás megakadályozása. A Betyársereg rendvédelmi feladatokat kíván ellátni akkor, ha a hivatalos rendvédelmi szervek képtelenek eleget tenni kötelezettségüknek.

## A gárda politikai visszhangja
A gárda egyenruhája nagy sajtónyilvánosságot kapott és heves vitákat váltott ki. Ezt a Fidesz és a jobboldali publicisztika politikai hisztériakeltésnek értékelte, a radikális jobboldal pedig azt a vélekedését hangoztatta, hogy a „baloldal” és az MTI elfogultsága, továbbá a Mazsihisz manipulatív befolyása eredményezi a Magyar Gárda szélsőjobboldali minősítését a nyugati sajtóban. A gárdát a nyugati és a honi nem jobboldali sajtó, valamint a jelenlegi magyar kormány részben a Jobbik önmeghatározásával összhangban nemzeti radikális, részben attól eltérően szélsőjobboldali félkatonai szervezetnek tartja, de nem ritka a „fasiszta”, „újfasiszta” jelző sem. Egyes amerikai újságok odáig mentek, hogy a gárdát dél-amerikai drogbárók magánhadseregeihez hasonlították. A Jobbik tagadta, hogy bármiféle magánhadsereg építésébe kezdtek volna, az alapítók szerint pedig a gárda „nem náci, nem fasiszta és nem félkatonai szervezet. A Magyar Gárda magyar”, és nem kívánják a harmincas évek szélsőjobboldali szervezeteinek tevékenységét folytatni.
A parlamenti pártok a Fidesz és a KDNP kivételével még a megalakulása előtt elhatárolódtak a szervezettől. Gyurcsány Ferenc „a magyar demokrácia szégyenfoltjának” nevezte a megalakuló gárdát, amelynek szimbolikája szerinte a fasiszta szervezeteket, a nemzetiszocializmust és a nácizmust idézi fel; a miniszterelnök levélben kérte a legfőbb ügyészt, kísérjék figyelemmel a szervezet tevékenységét, és ha törvénytelenséget tapasztalnak, lépjenek fel.
Tom Lantos, az amerikai kongresszus külügyi bizottságának elnöke „őrülteknek” nevezte a gárda létrehozóit, és kifejezte reményét, hogy minden magyar parlamenti párt elhatárolódik tőlük. Jelezte, később pedig Orbán Viktorral találkozva megerősítette: személyesen garantálja, hogy soha ne engedjék őket az Egyesült Államokba. Ennek ellenére Kassab Adonis A Magyar Gárda Mozgalom országos irodavezetője egyenruhát viselve 2008 februárjában kiutazott az Egyesült Államokba.
Sólyom László köztársasági elnök a gárda körüli vitákkal kapcsolatban csak egy rövid nyilatkozatot adott ki, miszerint elítéli mind a „félelemkeltő” rendezvényeket, mind a „félelemmel való manipulálást”.
A Fidesz álláspontja nem volt egységes az ügyben. A Magyar Gárdát egyes fideszes politikusok (Lázár János, Pokorni Zoltán) rossz ötletnek nevezték, ugyanakkor Bencsik András, a Demokrata főszerkesztője és a Fidesz tagja, aki alapítója is a szervezetnek, illetve Wittner Mária fideszes képviselő (egykori 56-os halálraítélt) részt vettek az ünnepélyes avatáson. Pokorni Zoltán, aki szerint nem tudni, a Gárdát „jószándékú, de naiv” emberek, vagy „beépített provokátorok” alakították, 2007. augusztus 27-én arra kérte a Fidesz szavazóit, hogy ne csatlakozzanak a gárdához. Orbán Viktor szerint a gárdával kapcsolatban az elhatárolódás „rossz kifejezés”, ezért nem használják. Tom Lantossal való találkozója során ugyanakkor „nem fejezte ki egyet nem értését” a képviselővel, aki szerint „egy demokratikus, civilizált országnak hadserege van, nincs szüksége egy félkatonai szélsőjobboldali milíciára”. A Gárda a radikális jobboldalról is kapott kritikákat Bencsik András részvétele miatt.
A külföldi hírújságok a magyar demokrácia gyenge pontjának tartják a Gárda megalakulását. Az ellenzőkhöz a magyarellenes kirohanásairól is ismert szélsőjobboldali szlovák politikus, Ján Slota is csatlakozott.
A HVG felkérésére nem sokkal a Gárda megalakulása után végzett Medián-felmérés szerint a Magyar Gárda megalakulása a megkérdezettek 21%-ban félelmet kelt, 38%-uk általában veszélyesnek, 23%-uk komolytalan dolognak tartja, amit csak a média fúj fel, 13%-uk pedig rokonszenvesnek találja a gárdát.
A 2007. decemberi tatárszentgyörgyi gárdafelvonulás és a Jobbik azzal kapcsolatos közleménye éles visszhangot váltott ki a politikai közélet fontos szereplőinek körében. Az országgyűlési biztosok közös nyilatkozatban fejezték ki megdöbbenésüket a magyarországi rasszizmus felerősödése miatt, elérkezettnek látva az időt, hogy a felelős vezetők elítélőleg megszólaljanak. A megmozdulást a miniszterelnök és az országgyűlés elnöke, majd a kisebbségi ombudsmannak a közjogi méltóságokhoz intézett megkeresésére a köztársasági elnök és a Legfelsőbb Bíróság elnöke is élesen elítélte. Közleményt adott ki a kormány, amelyben leszögezte: tagjai elítélik a „cigányok megfélemlítésére irányuló akciókat”, és a magyar állam vezetőiként mindent megtesznek, hogy megvédjék azokat, akiket a fenyegetés ér. Vona Gábor a Magyar Gárda Egyesület elnökeként meghallgatást kért az államfőtől, aki azonban nem fogadta.
2008. április 4-én gyalázkodó, a Gárdára halált kívánó feliratok jelentek meg a békéscsabai Fidesz-iroda falán. Az életveszélyes fenyegetést a Magyar Gárda Békés megyei főkapitánya elítélte, felelősnek tartja érte Kolompár Orbán „hungarofób” viselkedését.

## A gárda feloszlatása

### Az ügyészség lépései a per előtt
Még 2007 októberében, tehát megalakulása után nem sokkal a Fővárosi Főügyészség megállapította, hogy a Gárda alapszabálya, céljai és tényleges tevékenysége nincsenek összhangban egymással, vagyis a szervezet nem a bíróság által jóváhagyott alapszabálya szerint működik. Ezért az ügyészség felszólította az egyesületet, hogy „a törvénysértő magatartással hagyjanak fel, oly módon fejtsék ki a tevékenységüket, hogy az alapszabályban meghatározott cél és a tényleges tevékenység legyen összhangban.” Ha a szervezet nem tesz eleget a felszólításnak, az ügyészség kérheti a feloszlatását. A Magyar Gárda vezetősége az alapszabály módosítását jelentette be, és felfüggesztette, de az alapító nyilatkozatból nem törölte a kifogásolt részeket, köztük a katonai jellegű működés lehetőségére utaló kitételeket a nemzeti önvédelemről és a Nemzetőrségről.
A 2007. decemberi tatárszentgyörgyi felvonulás után ismét vizsgálat alá vette a Fővárosi Főügyészség a Gárda tevékenységét

### A per és a feloszlatás
A Fővárosi Főügyészség 2007 decemberében a szervezet mások jogait és szabadságát sértő tevékenységére hivatkozva kezdeményezte az egyesület feloszlatását. Draskovics Tibor igazságügyi és rendészeti miniszter – mint az Országos Igazságszolgáltatási Tanács tagja – 2008. február 20-án kezdeményezte, hogy a testület rendelje el az egyesület ellen indított és a Fővárosi Bíróság előtt folyamatban lévő per soron kívüli intézését. A Fővárosi Bíróság elnöke saját hatáskörben már korábban döntött az egyesület ellen indított per soron kívüli tárgyalásáról, és azt előbb április 14-re, majd 2008. március 12-re tűzte ki.
A második tárgyalási nap 2008. május 19-én volt. 8 beavatkozó jelezte, hogy peres félként részt kíván venni az ügyben: a felperes oldalán a Magyarországi Zsidó Hitközségek Szövetsége, a Magyarországi Munkáspárt 2006, az Országos Cigány Önkormányzat és a Magyar Ellenállók és Antifasiszták Szövetsége, míg az alperes oldalán az Magyarok Világszövetsége, a Jobbik Magyarországért Mozgalom, az Új Demokratikus Koalíció, a Túlélés '98 Egyesület és Mónus Áron. A bíróság meghallgatta Kolompár Orbánt, Gaudi-Nagy Tamást, Vona Gábort és Dósa Istvánt. Gaudi-Nagy Tamás indítványozta az eljárás felfüggesztését és az Alkotmánybíróság állásfoglalásának kikérését. Vona Gábor előadta, hogy álláspontja szerint az egyesület és a mozgalom nem azonos, mivel az egyesület tagjai nem gárdisták és a gárdisták nem tagjai az egyesületnek. Az egyesület céljaként a hagyományőrzést jelölte meg, ehhez kapcsolódó tevékenységnek nevezte a mozgalom létrehozását vagy az Attila király Népfőiskola beindításának tervét. Dósa István előadta, hogy a mozgalom tagjai ellen sosem indult eljárás, együttműködésük a rendőrséggel példamutató, és azt is állította, hogy karitatív akcióik során nem tesznek különbséget cigányok és nem cigányok között. Elmondta, hogy Tatárszentgyörgyön lehetőséget adtak cigányoknak is a felszólalásra, és hogy demonstrációik során nem csak a közbiztonság romlására, hanem a cigányok áldatlan helyzetére is felhívják a figyelmet.
A tárgyalást vezető bírót, Öcsödi Ágnest több ízben megfenyegették ismeretlenek még augusztusban, ezért úgy nyilatkozott, hogy ezek után nem képes elfogultság nélkül ítélkezni az ügyben. A Magyar Gárda közleményben ítélte el a bíró megfenyegetését.
A per következő tárgyalása december 15-16-án volt, amelyet már új bíró vezetett, Pataki Árpád, a Fővárosi Bíróság sajtó- és személyiségi jogi perekben eljáró tanácselnöke. A tárgyalás rendben zajlott le, a környéket a rendőrség biztosította. Egy beavatkozó szerint a bíróság nem tette világossá, miről szól a per, mi annak a lényege és minek a feloszlatását kéri a Főügyészség, azaz a felperes. A bíró válaszában kifejtette, hogy a per az ügyészség által beterjesztett indítványról szól, ami a Gárda feloszlatását kezdeményezi, és amelyben indoklásul felhozták, hogy a Gárda visszaél az egyesülési joggal és működése sérti a cigány etnikum szabadságát és jogait. A tárgyaláson jelen volt Hegedűs Lóránt, aki nyílt szimpátiát tanúsít a Gárda iránt.
A bíróság elsőfokú, nem jogerős ítéletében feloszlatta a Magyar Gárda Egyesületet. Az ítéletben Pataki Árpád kiemelte a Tatárszentgyörgyön történteket, s hogy a Gárda adta a keretet ehhez a jogszabályba ütköző rendezvényhez. Leszögezte, hogy „a hazafiságot nem mások ellenében kell képviselni. Megállapította, hogy a közvéleményben olyan nézet keletkezhetett, n a gárda és majd rendet csinál!” ez a cél pedig alkotmányosan nem elfogadható. Kijelentései alapján azonkívül úgy ítélték, hogy nemcsak a cigányok, hanem a zsidók szabadságjogait is sérti. Az egyesület fellebbez a döntés ellen. A bíró megjegyezte: bár a Magyar Gárda Mozgalom és Magyar Gárda Egyesület szorosan együtt tevékenykedett, de az ítélet a mozgalomra közvetlenül nem terjed ki.
Az akkori igazságügyi és rendészeti miniszter, Draskovics Tibor úgy nyilatkozott: az ítélet megnyugtatóan hat, mely annak bizonyítéka, hogy Magyarországon senki nem léphet fel rendteremtő szándékkal, az állami monopóliumokat megsértve mások ellen.
2009. július 2-án a Fővárosi Ítélőtábla másodfokon jogerősen feloszlatta a Magyar Gárda Hagyományőrző és Kulturális Egyesületet és a Magyar Gárda Mozgalmat. Az ügyészi állásponttal egyetértő ítélet szerint az egyesület a tényleges tevékenységét az egyesületi joggal visszaélve végezte, működése a cigány népcsoport szabadságának és jogainak olyan fokú sérelmével járt, amely indokolta a feloszlatást. Többen a feloszlatott mozgalom nevében a bíróság ítéletével szembehelyezkedve úgy vélik, hogy az egyesület feloszlatása a mozgalomra nem gyakorolt jogi hatást. Az ítélőtábla azonban az ítélet indoklásában erre utalva azt mondta: a Mozgalom az Egyesület szerves része, a döntés tehát a mozgalomra is kiterjed.
A jogerős ítélet ellen az alperes által előterjesztett felülvizsgálati kérelem folytán eljáró Magyar Köztársaság Legfelsőbb Bírósága felülvizsgálati eljárásban, öttagú tanácsban hozott, ítéletével a Fővárosi Ítélőtábla ítéletét hatályában fenntartotta. Az LB ítélete ellen további felülvizsgálatnak, jogorvoslatnak nincs helye.

#### Eljárás az Emberi Jogok Európai Bíróságán
2010-ben Vona Gábor Gaudi-Nagy Tamás képviseletével a feloszlatást kimondó jogerős ítéletet az Emberi Jogok Európai Bírósága előtt támadta meg azon az alapon, hogy az sértette Az emberi jogok európai egyezménye 11. cikkében foglalt egyesüléshez való jogot és 100 000 eurós méltányos jóvátételt megfizetését követelte a magyar államtól. A Bíróság 2013 júliusában egyhangú ítéletében a kérelmet elutasította. Az EJEB szerint a Magyar Gárda Mozgalom a Magyar Gárda Egyesület részeként működött, nem volt attól független, a mozgalom megmozdulásai pedig alkalmasak voltak a félelemkeltésre, a megfélemlítő menetelések pedig egy „lényegében rasszista” jogrend megvalósítása érdekében tett első lépéseknek tekinthetők. A bíróság úgy ítélte meg, hogy a Magyar Gárda Egyesület feloszlatása volt az egyetlen hatékony módja annak, hogy a hatóságok megszüntessék a Magyar Gárda Mozgalom által másokra jelentett fenyegetést. A strasbourgi bíróság megállapítása szerint „a magyar bíróságok végkövetkeztetése ebben az ügyben sem önkényesnek, sem észszerűtlennek nem tekinthető: a mozgalom tevékenysége és megnyilvánulásai a cigány kisebbség és a magyar többség közötti faji ellentéten alapultak”. Az ügy a strasbourgi esetjog Magyarországra vonatkozó kiemelt, jelentős ügyei közé került. A panaszos jogorvoslati kérelmét 2013. december 9-én utasították el és a döntést december 10-én, az emberi jogok világnapján hozták nyilvánosságra, így az ítélet véglegessé vált.